# Schleusentor
Ein Schleusentor ist ein nahezu wasserdichter Verschluss einer Schleusenkammer. Das Schleusentor ist in das jeweilige Oberhaupt bzw. Unterhaupt der Kammer integriert. Je nach Bauart und Verwendungszweck der Schleuse und der Geländesituation kommen dabei verschiedene Tortypen zum Einsatz. Das Tor einer Schleuse kann auch in den Hochwasserschutzdamm zwischen Gewässern integriert sein und in beide Richtungen abdichten.

## Tortypen

### Hubtor

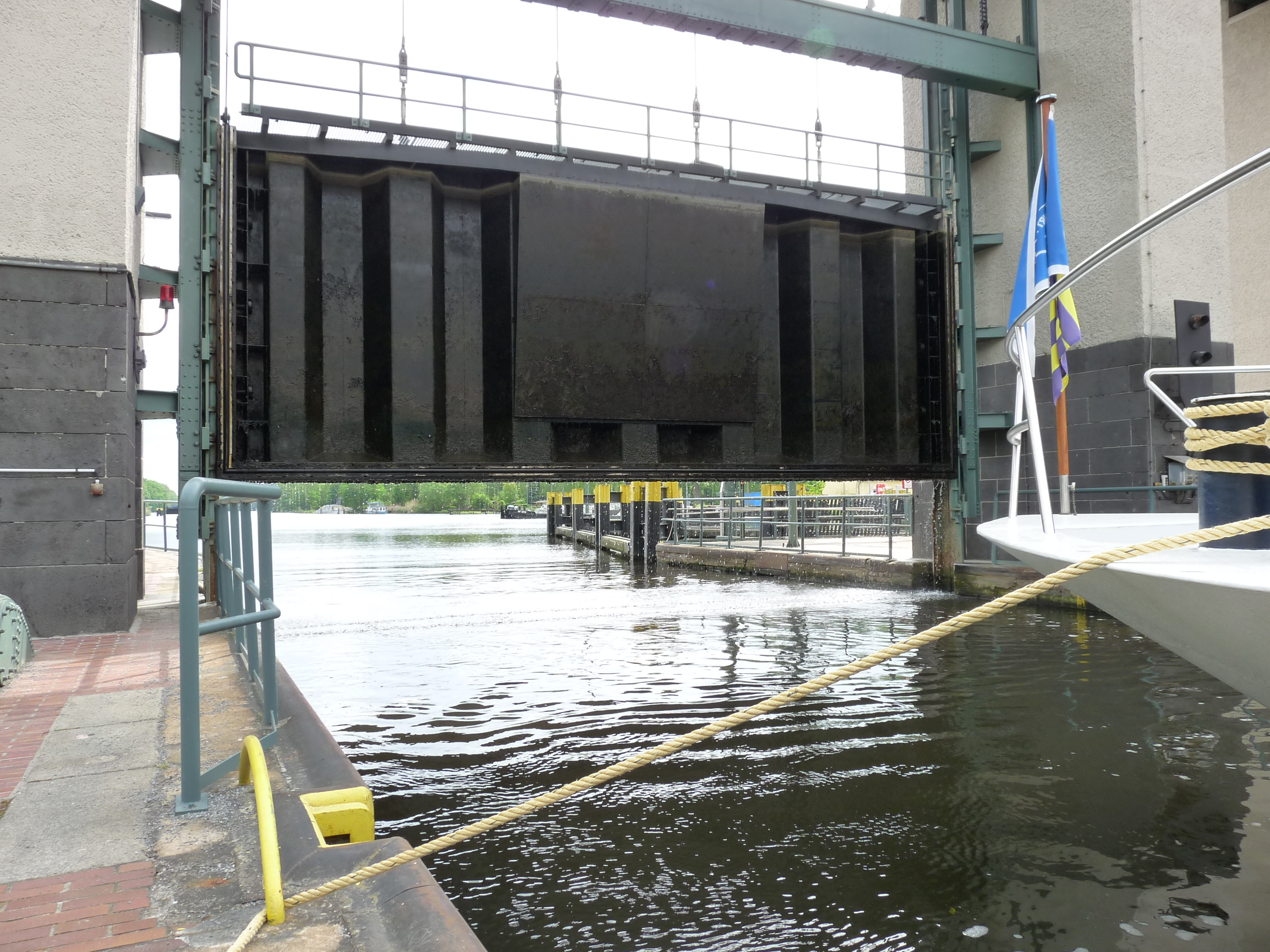
Hubtor

Ein Hubtor ist ein tafelförmiges Schleusentor, das an Schienen geführt und senkrecht angehoben wird. Da es deshalb einen hohen Aufbau und je nach Gewicht auch Gegengewichte erfordert, wird es heutzutage seltener eingesetzt, um eine starke Veränderung der Landschaft zu vermeiden.

### Klapptor

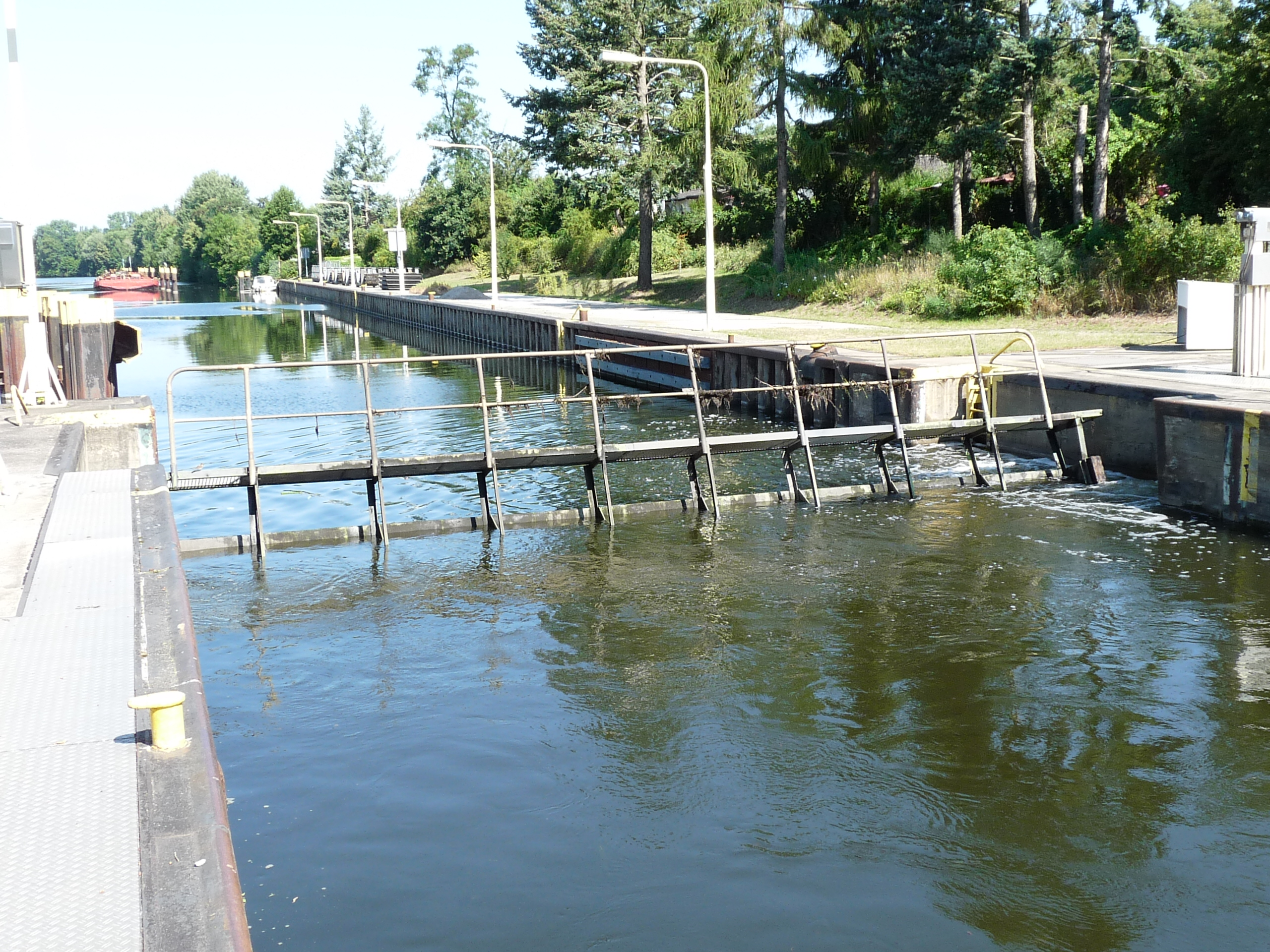
Klapptor beim Öffnen

Ein Klapptor ist ein Schleusentor, bei dem sich das Tor um eine waagerechte Achse bewegt. Das Tor wird zur Öffnung der Kammer niedergelegt; die Schiffe können dann über das Tor fahren. Um die Kammergröße der Schleuse nicht zu verkleinern, werden Klapptore fast ausschließlich am Oberhaupt einer Schleuse eingesetzt.

### Segmenttor

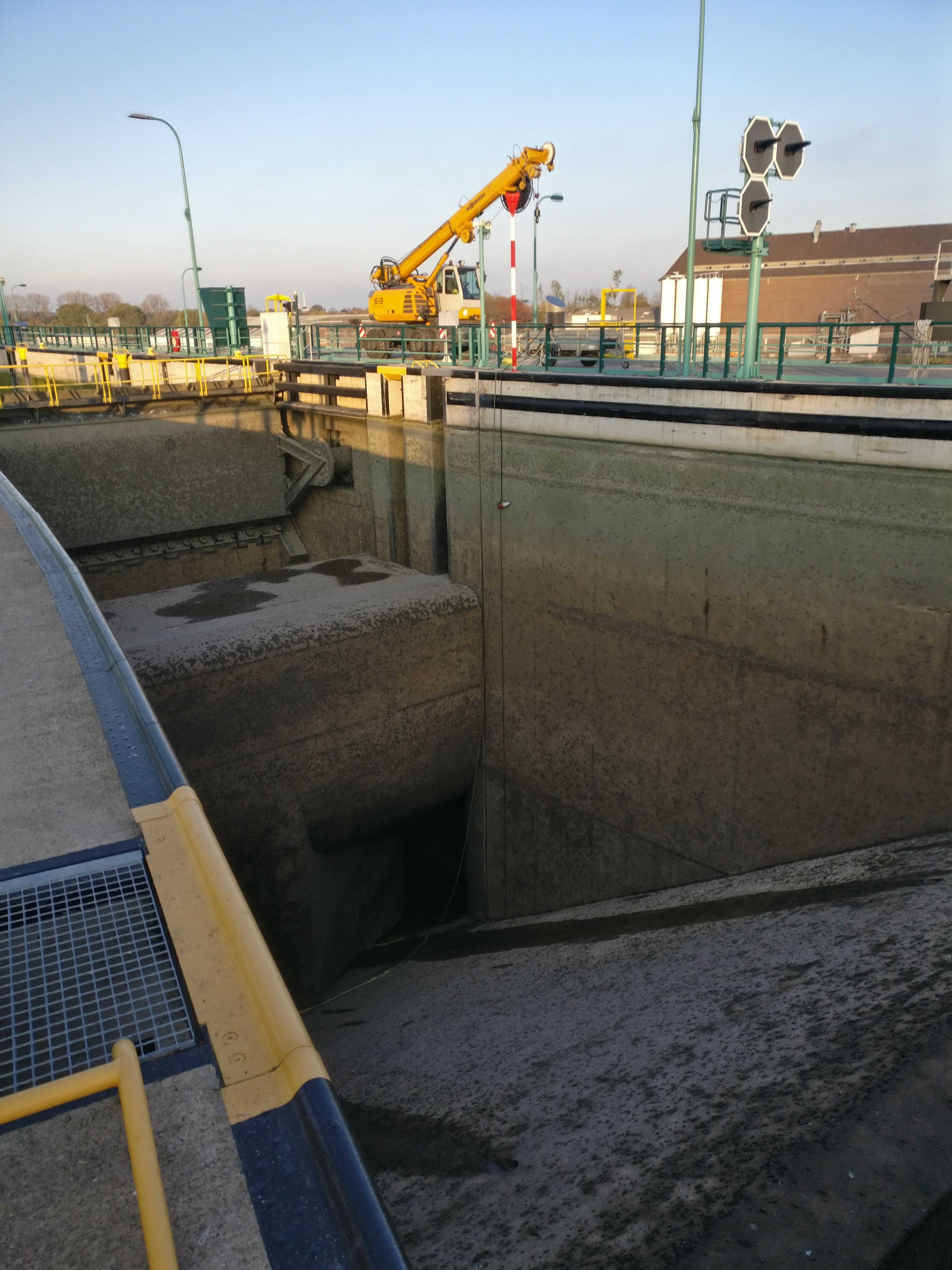
Zugsegmenttor während der Wartung

Segmenttor als um eine horizontale Achse drehbarer Staukörper mit kreiszylindrischer Torhaut.

### Schiebetor

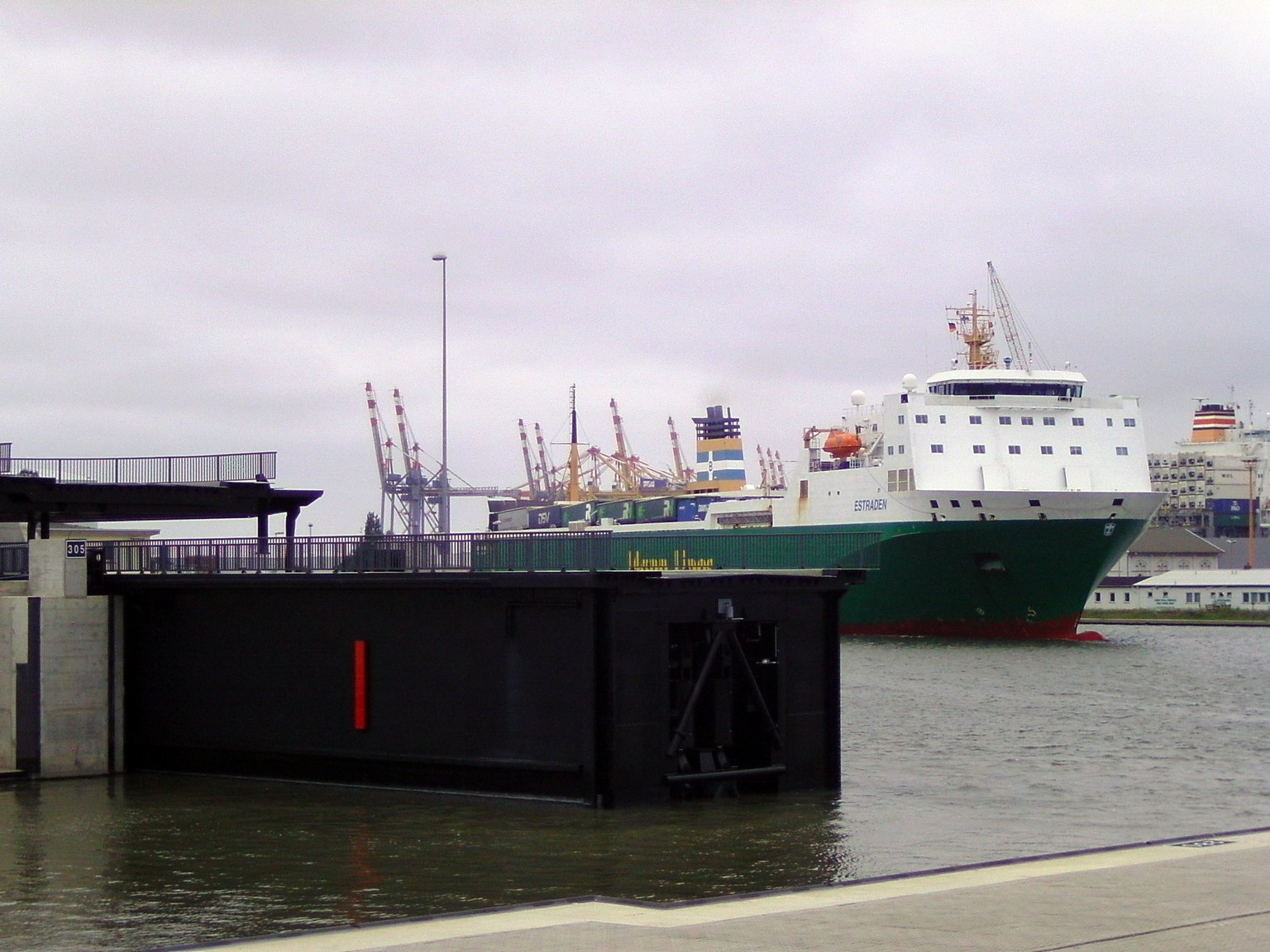
Schiebetor der Kaiserschleuse Bremerhaven

- Als Schiebetor oder Rolltor wird eine besondere Bauart von Schleusentoren bezeichnet, die sich in horizontaler und lateraler Richtung zur Achse einer Schiffsschleuse öffnen und schließen.

### Stemmtor

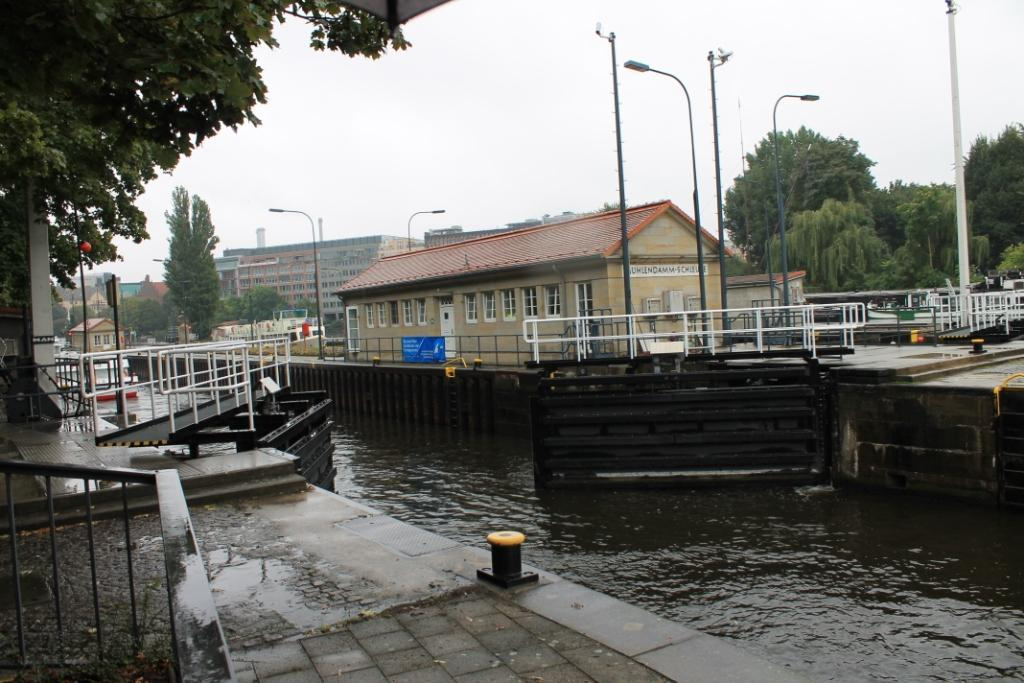
Stemmtor beim Öffnen

Ein Stemmtor ist eine aus meist zwei Flügeln (manchmal auch einem Flügel) bestehende Konstruktion. Es besteht aus meist zwei um vertikale Achsen drehbare Torflügel, die sich unter einem stumpfen Winkel gegeneinander stemmen. Ein Stemmtor aus mehreren Riegeln wird Riegelstemmtor genannt, z. B. beim Eider-Sperrwerk.